# Birgit-Nilsson-Preis
Der Birgit-Nilsson-Preis ist ein internationaler Musikpreis, der von der schwedischen Opernsängerin Birgit Nilsson gestiftet wurde. Die Auszeichnung wird für „außerordentliche Erfolge“ auf dem gesamten Gebiet der Liedkunst (Oper, Konzert, Oratorium, Lied) an aktive Sänger oder Dirigenten vergeben. Der Musikpreis wird alle zwei bis drei Jahre verliehen und ist mit einer Million US-Dollar (ca. 775.000 Euro) dotiert.

## Hintergrund
Birgit Nilsson (1918–2005) gründete einige Jahre vor ihrem Tod die Birgit Nilsson Foundation, deren einziger Zweck die Vergabe des Birgit-Nilsson-Preises ist. Die Auszeichnung soll dazu beitragen, das Erbe Birgit Nilssons im Rahmen der schwedischen Operntradition zu bewahren.
Sie bestimmte selbst den ersten Preisträger, Plácido Domingo, der erst drei Jahre nach ihrem Tod bekanntgegeben werden durfte. Die weiteren Preisträger ermittelt eine Jury, die für jeweils drei Jahre von der Stiftung ernannt werden. Präsident der Stiftung ist seit 2008 der Manager Rutbert Reisch, bis 2004 verantwortlich für das Konzern-Treasury der Volkswagen AG und früherer Finanzvorstand der Volkswagenstiftung. Eine Vergabe an zwei Preisträger ist möglich, wobei die Preissumme in diesem Fall geteilt wird; eine wiederholte Vergabe an dieselbe Person ist nicht möglich.
Die Verleihung findet jeweils im Oktober in der Königlichen Oper Stockholm statt. Die Preise werden von König Carl XVI. Gustaf von Schweden überreicht. Mit der Zeremonie soll bewusst an die Nobelpreisverleihung angeknüpft werden, die keinen Nobelpreis für Musik kennt. Der Birgit-Nilsson-Preis ist die höchstdotierte Musikauszeichnung weltweit.
Die Preisverleihung am 11. Oktober 2018 war Teil der Festlichkeiten zum 100. Geburtstag der Sängerin. Ausgezeichnet wurde die schwedische Sopranistin Nina Stemme. Ab Januar 2019 wurden „die Birgit Nilsson Stiftung und der Birgit Nilsson Preis“ in die Königlich Schwedische Musikakademie eingegliedert.

### Mitglieder der Jury
Mitglieder der Jury 2011–2018:
- der englische Schriftsteller und Opernkritiker des Daily Telegraph Rupert Christiansen,
- der frühere Direktor der Malmö Opera Bengt Hall,
- der frühere Vorstand der Wiener Philharmoniker Clemens Hellsberg,
- der frühere Generaldirektor der Seattle Opera Speight Jenkins sowie
- Eva Wagner-Pasquier, die ehemalige Mitgeschäftsführerin der Bayreuther Festspiele.

## Preisträger
- 2009 Plácido Domingo
- 2011 Riccardo Muti
- 2014 Wiener Philharmoniker
- 2018 Nina Stemme
- 2022 Yo-Yo Ma[4]
- 2025 Festival d’Aix-en-Provence